# Алея зірок (Тернопіль)
Алея зірок у Тернополі — пам'ятна алея на вулиці Гетьмана Сагайдачного в місті Тернополі.

## Історія
Алея зірок відкрита 28 серпня 2011 року під час святкування Дня міста.
Щороку на Алеї у бронзових зірках тернового цвіту з'являються нові імена видатних тернополян, які зробили вагомий внесок у розвиток Тернополя, — митці, священики, лікарі, науковці, будівельники, меценати.
Виготовляють зірки для тернопільської алеї у Львові за гіпсовою заготовкою тернопільського скульптора Дмитра Пилип'яка.

## Зірки алеї

### 2011

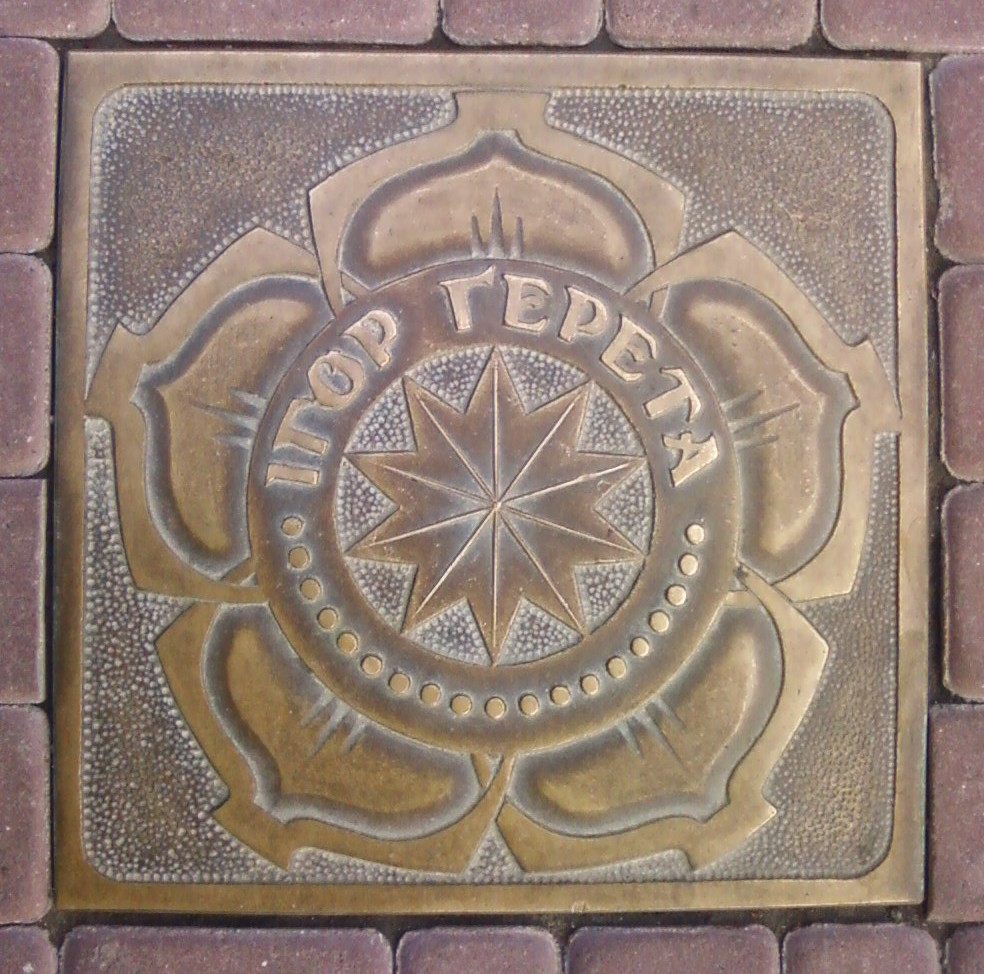
Зірка Ігоря Ґерети

28 серпня 2011 року під час святкування Дня міста на Алеї зірок з'явилися перші зірки:
- Ігоря Ґерети — українського археолога, мистецтвознавця, історика, поета;
- Анатолія Горчинського — українського композитора, співака, режисера;
- Бориса Демківа — українського поета, публіциста, перекладача;
- Івана Марчука — українського художника, лауреат Національної премії України ім. Т. Г. Шевченка, почесного громадянина Тернополя.

### 2012

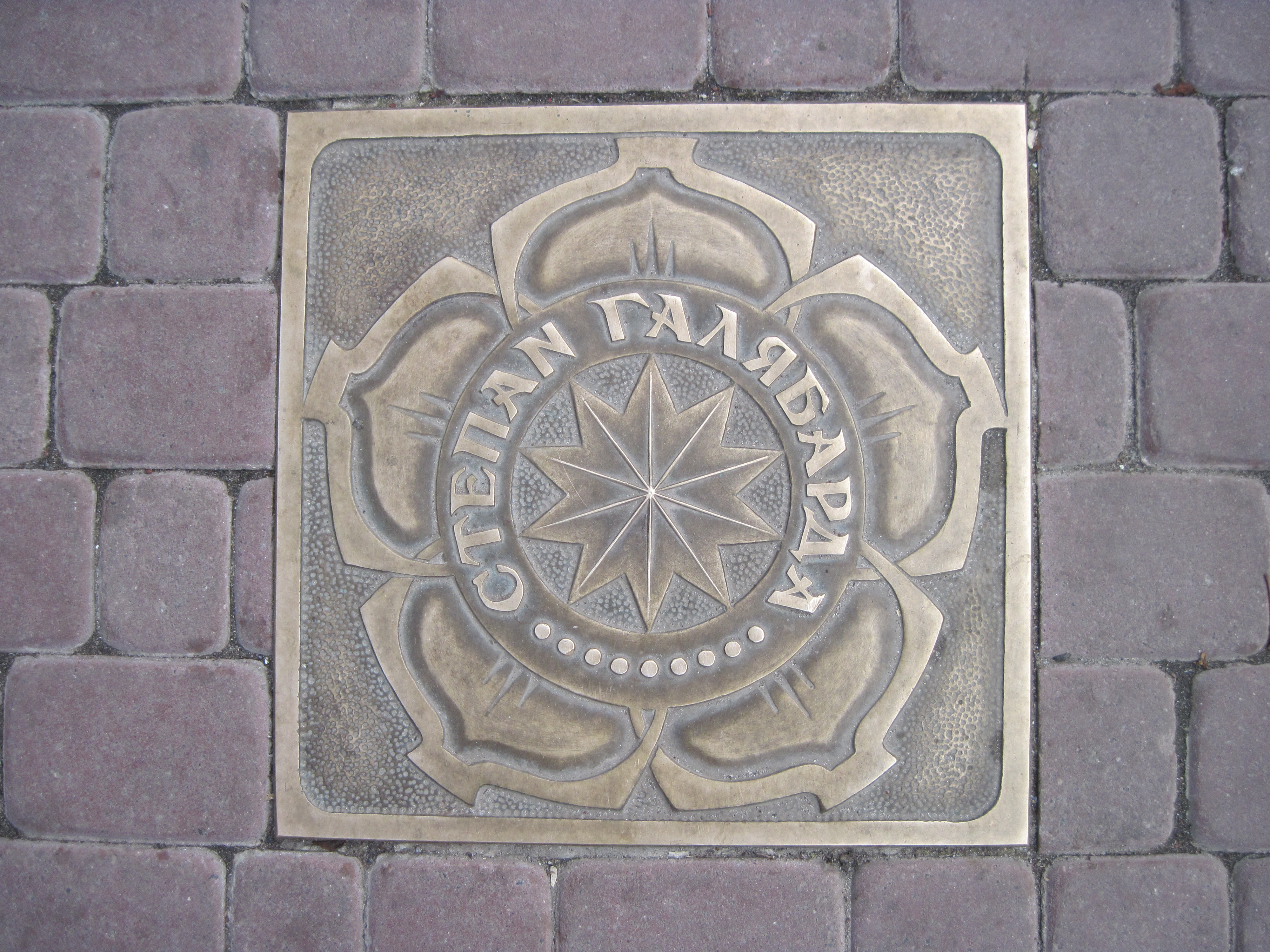
Зірка Степана Галябарди

- Степана Галябарди — українського поета, заслуженого діяча мистецтв України;
- Михайла Форгеля — українського діяча культури, театрознавця, художнього керівника Тернопільського академічного драматичного театру імені Т. Шевченка.

### 2013

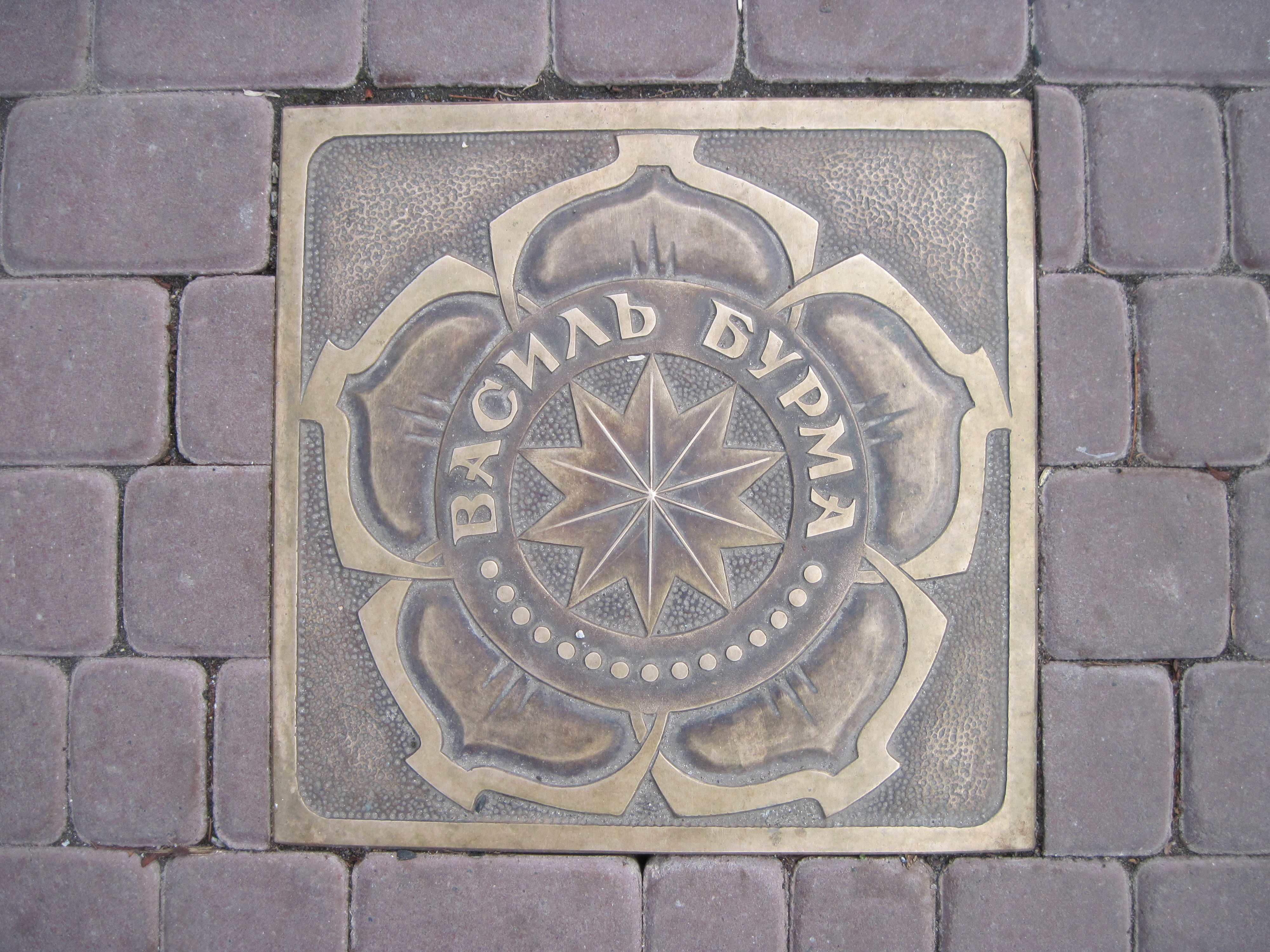
Зірка Василя Бурми

- Василя Бурми — українського журналіста, краєзнавця;
- Лесі Романчук — українського медика, викладача, письменницю, барда.

### 2014
- Казимира Сікорського — українського художника-сценографа, скульптора;
- Олени Підгрушної — української біатлоністки, майстра спорту міжнародного класу, чемпіонки Олімпійських ігор у Сочі, чемпіонки світу, 5-разової чемпіонки Європи, переможниці та призерки етапів Кубка світу з біатлону.

### 2015

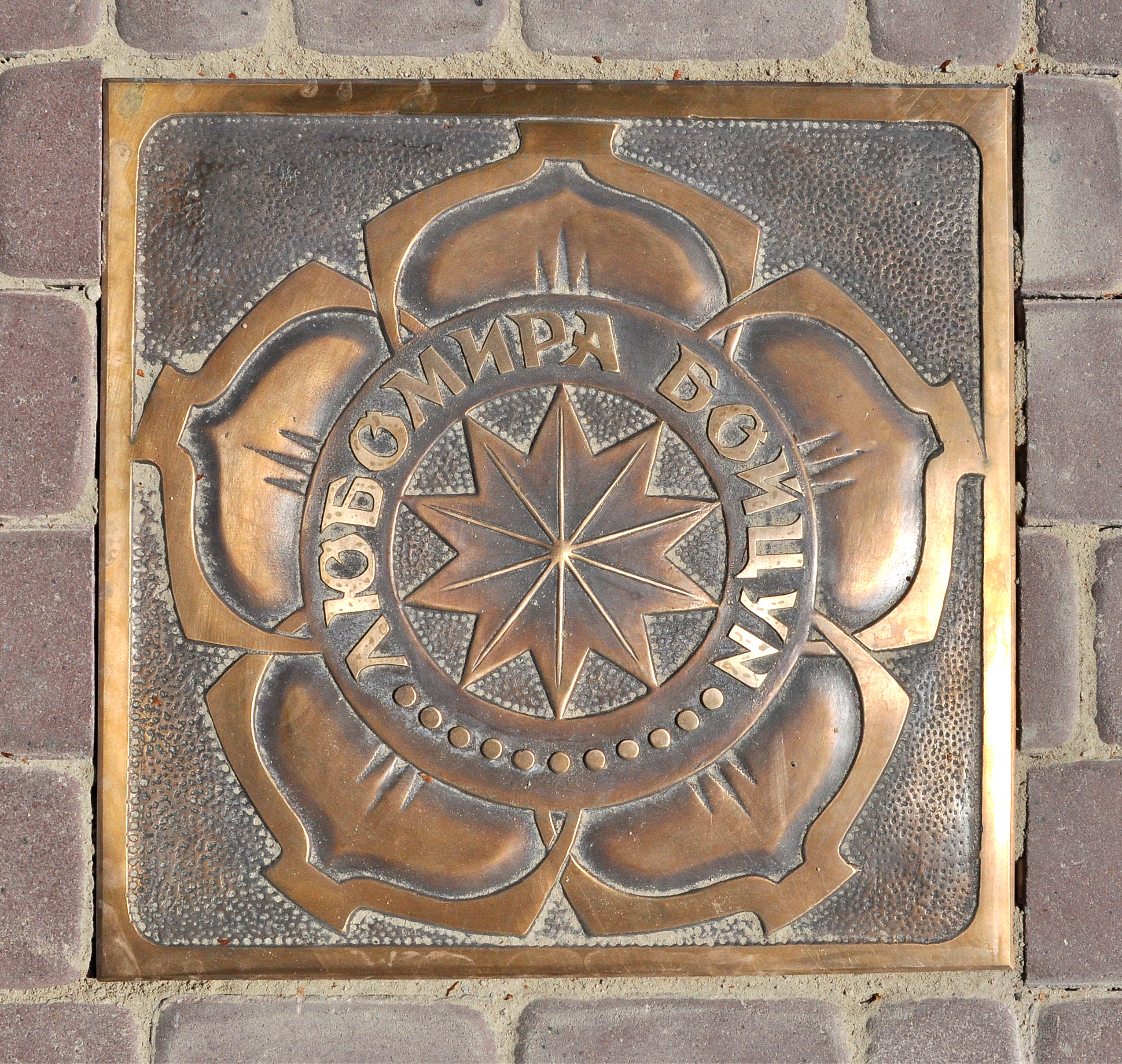
Зірка Любомири Бойцун
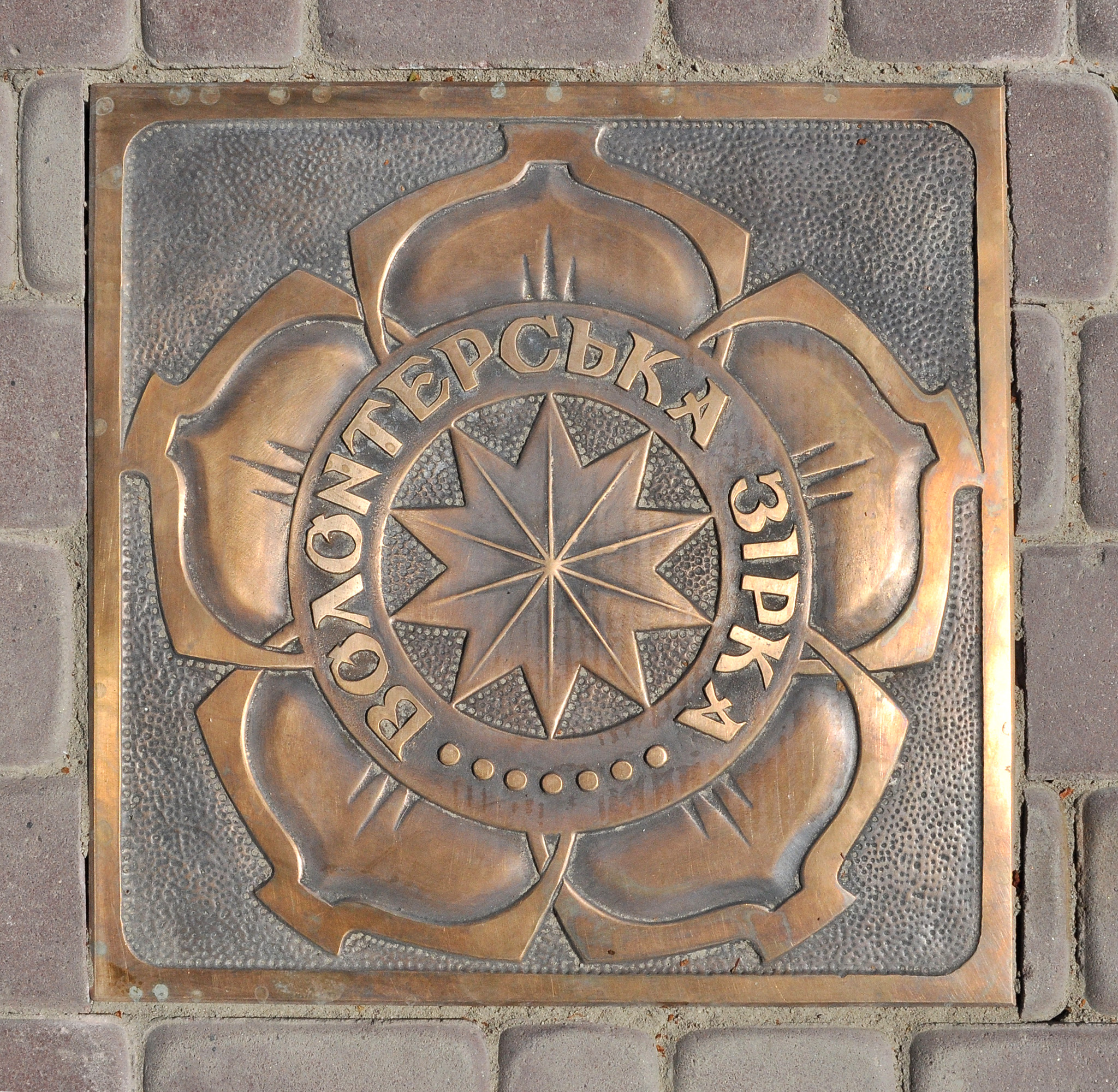
Волонтерська зірка

- Любомири Бойцун — українського архівіста, краєзнавця, авторки книги «Тернопіль у плині літ»;
- Волонтерська зірка — волонтерів, які допомагають українським бійцям на Сході.

### 2016
- Зірка воїнів АТО;
- Мирослава Коцюлима — українського актора;
- Андрія Підлужного — українського співака.

### 2017
- Зірка добровольців АТО;
- Василя Ярмуша — українського поета;
- Віри та Дмитра Стецьків — українських мистецтвознавця і художника.

### 2018
- Зірка до 150-річчя Всеукраїнського товариства «Просвіта» імені Тараса Шевченка;
- Бурбеза Григорій Миколайович — українського видавця, журналіста, громадсько-політичного діяча;
- Хаварівський Богдан-Роман Васильович — українського архівіста, освітянина, краєзнавця, громадсько-культурного діяча, літератора;
- Хім'як В'ячеслав Антонович — українського актора театру і кіно, режисера, освітянина, громадсько-культурного діяча.[2]

### 2019
- Зірка з нагоди 30-річчя громадської організації товариства «Вертеп»;
- Пелих Ігор Дмитрович — українського телеведучого, тележурналіста, шовмена, продюсера;
- Доскоч Ізидор Олексійович — українського освітянини, директора дитячої хорової школи «Зоринка»;
- Пушкар Андрій Анатолійович — українського спортовця-рукоборця, тренера.[3]

### 2020
- Удін Євген Тимофійович — заслужений художник України, графік та Удіна Тамара Олексіївна — художниця, мистецтвознавець, науковець, історик, викладач;

- Смик Олександр Іванович — український бард, поет, драматург. Член національних спілок України: кобзарів, журналістів, письменників та Всеукраїнської музичної спілки;

- Савка Орест Іванович — український актор, режисер, сценарист, громадський діяч.

- Притула Сергій Дмитрович — український телеведучий, актор, громадський та політичний діяч, автор і співпродюсер скетч-шоу «Файна Юкрайна», колишній керівник «Вар'яти-шоу»;[4]

- Зірка медичній спільноті —  тернопільським медикам, які борються з коронавірусом.[5]